# Johan Christian Fabricius
Johan Christian Fabricius (n. 7 ianuarie 1745, Tønder, regiunea Syddanmark, Danemarca – d. 3 martie 1808, Kiel, Ducatul de Holstein⁠(d)) a fost un zoolog danez, specializat în „Insecte”, care pe atunci includeau toate artropodele: insectele, arahidele, crustaceele și altele. A fost studentul lui Carl Linnaeus, și este considerat unul dintre cei mai importanți entomologi ai secolului al XVIII-lea, fiind recunoscut pentru denumirea a peste 10 000 de specii de animale; de asemenea, el a stabilit baza modernă pentru clasificarea insectelor.